# الدوري البرازيلي الدرجة الرابعة 2010
الدوري البرازيلي الدرجة الرابعة 2010 هو الموسم 2 من الدوري البرازيلي الدرجة الرابعة. أقيم خلال الفترة 18 يوليو 2010 وحتى 14 نوفمبر 2010، وأشرف على تنظيمه اتحاد البرازيل لكرة القدم، وكان عدد الأندية المشاركة فيه 40، وفاز فيه Guarany Sporting Club ‏.